# Tsathoggua
Tsathoggua, även kallad "Sovaren i N'kai" (The Sleeper of N'kai), är en fiktiv gudalik varelse skapad av Clark Ashton Smith.
Tsathoggua (eller Zhothaqquah) är en av de stora äldre (Great Old Ones) i Cthulhu-mytologin. Varelsen beskrivs som en vedervärdig gud i Smiths novell "The Tale of Satampra Zeiros" (1929). H. P. Lovecraft använde Tsathoggua i sin novell "The Mound" (1940).